# Bartholomäus Meyer (Generalsuperintendent)
Bartholomäus Meyer (auch Barthold Meier und andere Varianten; * 8. September 1644 in Hamburg; † 12. Mai 1714 in Hage) war ein deutscher evangelisch-lutherischer Theologe und Generalsuperintendent.

## Leben
Meyer, Sohn eines Pastors in Blücher bei Boitzenburg in Mecklenburg-Schwerin, studierte ab 1658 in Rostock und wurde 1668 Rektor in Altdamm bei Stettin. 1670 wurde er Professor der Beredsamkeit und der Poesie am Gymnasium in Stettin. Nach kurzer Tätigkeit als Rektor in Uslar wechselte er 1675 als Rektor nach Blankenburg (Harz), wo unter seiner Leitung die Schule erweitert und zu einem Gymnasium erhoben wurde. Herzog Rudolf August von Braunschweig-Wolfenbüttel beförderte Meyer zum Schlossprediger und Prior des Klosters Michaelstein und 1680 zum Schulinspektor der Grafschaft Blankenburg. Nach kurzem Intermezzo als Pastor in Braunlage holte der Herzog Meyer 1688 als Pastor primarius an die Hauptkirche Beatae Mariae Virginis in Wolfenbüttel und verlieh ihm 1689 als Generalsuperintendent die Oberaufsicht über das gesamte evangelische Kirchenwesen im Herzogtum. 1691 wurde er zudem Propst des Klosters St. Lorenz in Schöningen.
In Wolfenbüttel wirkten in jener Zeit, gefördert durch Herzog Rudolf August, eine Reihe von pietistischen Theologen, darunter Joachim Justus Breithaupt, der als Konrektor 1680 die ersten Konventikel eingerichtet hatte, Conrad Gottfried Blanckenberg, Justus Lüders und Heinrich Georg Neuss sowie der Jurist und Dichter Gottfried Wilhelm Sacer. Meyer, der seit spätestens 1690 in Kontakt zu Philipp Jacob Spener und August Hermann Francke stand, trat 1690 mit einem Gutachten dem von der Hamburger Spätorthodoxie gegen die Pietisten gerichteten Religionseid entgegen. Im März 1692 setzte jedoch der mitregierende Herzog Anton Ulrich ein Edikt durch, das die pietistischen Versammlungen sowie die Korrespondenz mit „Enthusiasten“ und „Separatisten“ untersagte. Meyer, der (wie auch Lüders und Neuss) die Unterschrift verweigerte, wurde seiner Ämter enthoben und behielt nur das Propstamt in Schöningen.
Im Jahr 1694 wurde Meyer in das Pfarramt der lutherischen St.-Ansgari-Kirche im ostfriesischen Hage gewählt und kurz vor Weihnachten durch den Norder Pfarrer Franz Heinrich Hoyer (1639–1699) in sein Amt eingeführt. Gemeinsam mit dem Hager Amtskollegen Gerhard Lamberti setzte er sich in den folgenden Jahren energisch für die Förderung und Ausbreitung des Pietismus in Ostfriesland ein. Obwohl die Mehrheit der lutherischen Geistlichen der Orthodoxie anhing und es auch mit der Bevölkerung zu Konflikten kam, konnte er sich dank der Protektion durch die Fürsten Christian Eberhard und Georg Albrecht bis zu seinem Tod im Amt halten. Mit dem orthodoxen Pfarrer Pancratius Voigting, der 1706 als Nachfolger Lambertis sein Kollege wurde, hatte er jedoch ständige Reibereien.